# Jebina Yasmin Islam
Jebina Yasmin Islam   (segle XX) és una activista britànica contra la violència i discriminació.
La seva germana, Sabina Nessa, professora de primària a l'escola Rushey Green de Catford, va ser assassinada en un parc de Londres el 17 de setembre de 2021. Des d'aquell moment Jebina Yasmin Islam va alçar la veu contra la violència i la discriminació. Va fer campanya perquè la llei obligués els acusats a comparèixer als jutjats, ja que l'autor confés no va assistir a la lectura de la sentència. També va criticar el govern per aprofitar l'assassinat per fer-se publicitat i per no fer més contra la violència masclista. Va denunciar discriminació racial, en considerar que si la germana hagués estat blanca se n'hauria parlat més, posant com exemple el cas de Sarah Everard, assassinada sis mesos abans.